# 심플레멘테 마리아 (2015년 텔레노벨라)
《심플레멘테 마리아》(스페인어: Simplemente María)은 2015년 방영된 멕시코의 텔레노벨라이다.